# Clubul Sportiv Rapid București
O Clubul Sportiv Rapid București Volei, mais conhecido como Rapid București Volei, é um clube polidesportivo da cidade de Bucareste, Romênia, fundado em 1923, que no voleibol masculino tricampeão da Liga dos Campeões da Europa nas temporadas de 1960-61, 1962-63 e 1964-65 e com 11 títulos nacionais, e no naipe feminino possui 19 títulos nacionais e o bronze na Challenge Cup de 1989-90.

## História
Foi fundado em 25 de junho de 1923 por um grupo de funcionários das oficinas ferroviárias de Grivița, com o nome de Asociația Culturală și Sportivă CFR (Associação Cultural e Desportiva CFR). O departamento de voleibol foi fundado em 1934. A equipa sénior de voleibol masculino multicampeã nacional (11 títulos - 1949, 1950, 1955, 1956, 1959 a 1966), é também vencedora da Liga dos Campeões Europa em 1961, 1963 e 1965 e em quatro oportunidades ficou com o vice-campeonato(1960, 1962, 1966, 1967), consagrando jogadores como Aurel Drăgan, Horaţiu Nicolau e Davila Plocon.

## Títulos
| NACIONAIS MASCULINO | NACIONAIS MASCULINO | NACIONAIS MASCULINO | NACIONAIS MASCULINO                                                                               |
|                     | Competição          | Títulos             | Temporadas                                                                                        |
| ------------------- | ------------------- | ------------------- | ------------------------------------------------------------------------------------------------- |
| Romênia             | Divizia A1          | 11                  | 1948–49, 1949–50, 1954–55, 1955–56, 1958–59, 1959–60, 1960–61, 1961–62, 1962–63, 1964–65, 1965–66 |
| Romênia             | Cupa României       | 0                   |                                                                                                   |
| Romênia             | Super Cupa României | 0                   |                                                                                                   |

| CAMPANHAS DE DESTAQUE MASCULINO | CAMPANHAS DE DESTAQUE MASCULINO | CAMPANHAS DE DESTAQUE MASCULINO       | CAMPANHAS DE DESTAQUE MASCULINO | CAMPANHAS DE DESTAQUE MASCULINO |
| Torneio                         | Vice-campeão                    | Terceiro colocado                     | Quarto colocado                 |                                 |
| ------------------------------- | ------------------------------- | ------------------------------------- | ------------------------------- | ------------------------------- |
| Liga dos Campeões               | 3 (1960-61, 1962-63, 1964-65)   | 4(1950-60, 1961-62, 1965-66, 1966-67) | 0                               |                                 |
| Copa CEV                        | 0                               | 0                                     | 0                               |                                 |
| Challenge Cup                   | 0                               | 0                                     | 0                               |                                 |

| NACIONAIS FEMININO | NACIONAIS FEMININO  | NACIONAIS FEMININO | NACIONAIS FEMININO |
|                    | Competição          | Títulos            | Temporadas |
| ------------------ | ------------------- | ------------------ | --- |
| Romênia            | Divizia A1          | 19                 | 1949–50, 1958–59, 1964–65, 1967–68, 1971–72, 1972–73, 1973–74, 1991–92, 1992–93, 1993–94, 1994–95, 1995–96, 1996–97, 1998–99, 1999–00, 2000–01, 2001–02, 2003–04, 2005–06 |
| Romênia            | Cupa României       | 0                  | |
| Romênia            | Super Cupa României | 0                  | |

| CAMPANHAS DE DESTAQUE FEMININO | CAMPANHAS DE DESTAQUE FEMININO | CAMPANHAS DE DESTAQUE FEMININO | CAMPANHAS DE DESTAQUE FEMININO | CAMPANHAS DE DESTAQUE FEMININO |
| Torneio                        | Vice-campeão                   | Terceiro colocado              | Quarto colocado                |                                |
| ------------------------------ | ------------------------------ | ------------------------------ | ------------------------------ | ------------------------------ |
| Liga dos Campeões              | 0                              | 0                              | 0                              |                                |
| Copa CEV                       | 0                              | 0                              | 0                              |                                |
| Challenge Cup                  | 0                              | 0                              | 1(1989–90)                     |                                |